# Het Volk
Het Volk (‘El Poble’) era un diari belga en llengua neerlandesa que es va publicar de 1891 a 2008. Va ser creat pel moviment obrer catòlic que volia un contrapès contra el diari socialista Vooruit. La redacció era a la ciutat de Gant. A l'apogeu als anys cinquanta del segle xx va tenir una tirada de 220.000 exemplars i hi treballaven 371 empleats. El 10 de maig de 2008 va fusionar amb el diari Het Nieuwsblad.
Es va fundar entorn d'associacions antisocialistes de treballadors catòlics i propietaris de petites empreses, dirigides a Gant per dos líders que també eren compromesos amb el moviment flamenc, el polític Arthur Verhaeghen (1847-1917)  i el tipògraf Gustaaf Eylenbosch (1856-1939). El lema de Verhaeghen era «Religió, família i propietat». D'un diari local, a poc a poc va evolucionar cap a un diari d'abast nacional. El 1932 va canviar aquest lema conservador per un de mes neutral «pel poble per al poble».
Des dels anys 1950 formava part del «farcell» automàtic dels membres del moviment obrer catòlic: subscripció al diari, escola catòlica, afiliació a la mútua (CM), el sindicat (ACV), el moviment cultural (ACW) i les dones a les «dones d'obrers catòlics» (KAV). El moviment socialista tenia un farcell semblant amb els diaris Vooruit i De Volksgazet.
El canvi dels subtítols n'il·lustra l'evolució del concepte redaccional:
- 1891-1912 Diari antisocialista (Antisocialistisch dagblad)
- 1912-1932 Diari dels obrers cristians (Christen werkmansblad)
- 1932-1935: Diari catòlic democràtic de Flandes (Katholiek democratisch dagblad voor Vlaanderen)
- 1935-1940: Orgà de l'associació general dels obrers cristians de Bèlgica
- 1940-2009: Diari catòlic i social (Katholiek sociaal dagblad)

La secularització des de la fi dels anys va començar a causar l'ocàs dels diaris d'un partit o d'una classe social. La ràdio i sobretot la televisió va fer perdre subscriptors. Excepte en les pàgines d'opinió i d'anàlisi, la ideologia no importava tant, per exemple per a les pàgines d'esport, life style, etc. Va començar una col·laboració tècnica i redaccional amb el diari Het Nieuwsblad, primer dins del grup editorial VTM i després VUM. Het Volk continuava nogensmenys a perdre lectors i el 10 de maig de 2008 va fusionar completament amb Het Nieuwsblad i el títol va desaparèixer.

## Còmics

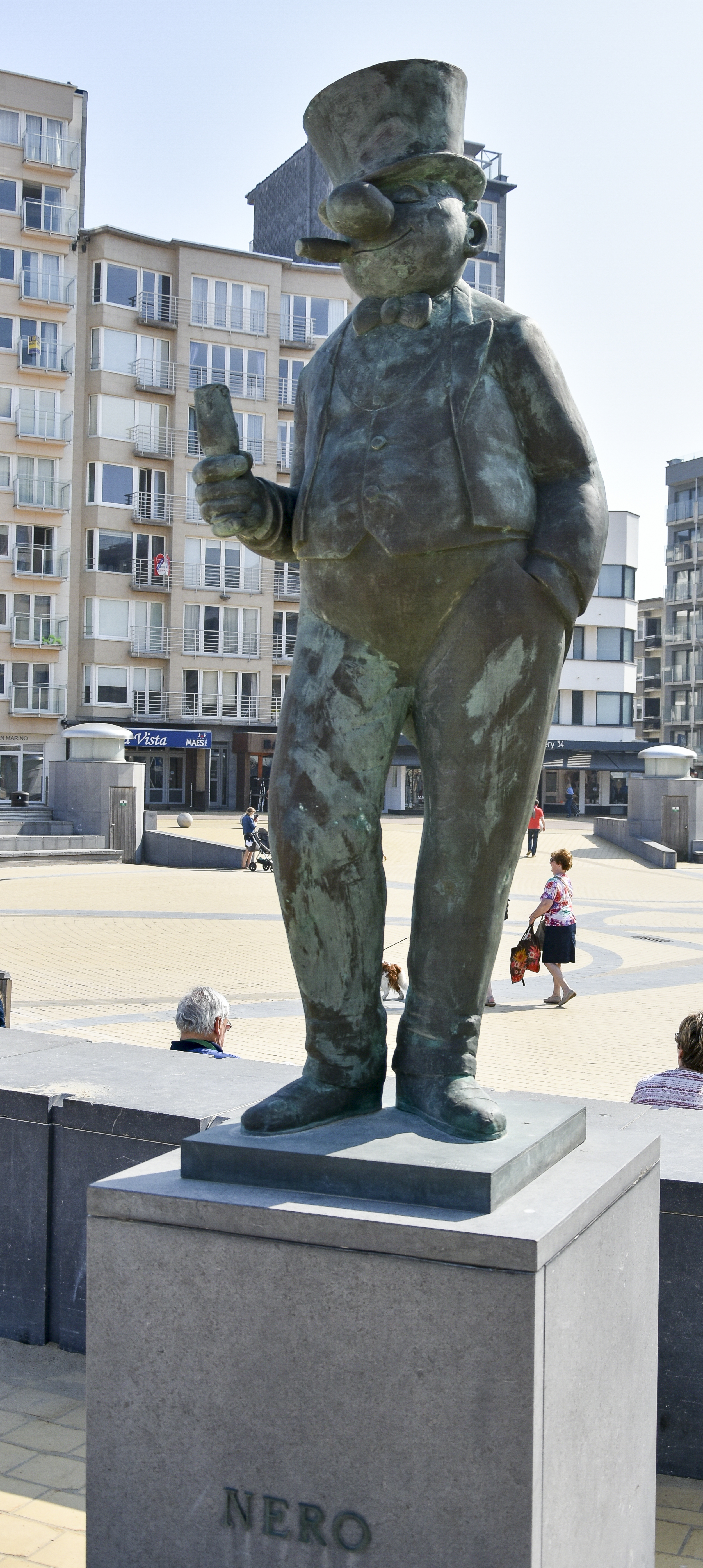
Nero, personatge de Marc Sleen

Dos grans dels còmics belgues Marc Sleen (1922-2016) i Jef Nys (1927-2009) s'hi van llançar amb banda il·lustrada quotidiana.
Sleen hi va desenvolupar el personatge de Nero: calb, corpulent i de mitjana edat que es guanya la vida com «fenomen periodístic». Nero és un arquetípic belga panxacontent que prefereix llegir el seu diari des de la comoditat del sofà. Nero era més que un personatge: quan el 1965 Sleen i Nero se'n van anar al diari concurrent De Standaard, 30.000 abonats els van seguir.
Nys, per la seva banda, hi dibuixa les aventures de Jommeke (‘Jeroniet’) un noi càndid de dotze anys. Un dels rars protagonistes de còmics que té pare i mare actius en les historietes. Era literatura infantil amb ànim pedagògic i sempre amb una bona dosi de moralina. Conta la vida d'un noi mansuet i les seves peripècies un xic picaresques, però boniques i sense violència, armes o sexe. Recentment, va ser criticat per no ser «políticament correcte» i confinar homes i dones en llur paper tradicional.

## Esport
El succés del diari als anys 1950 i 1960 era, entre d'altres, gràcies al desenvolupament de l'apartat «esport», un tema al qual els diaris «seriosos» consagraven menys pàgines. Des de 1945 va organitzar la cursa ciclista Omloop Het Volk. Va ser una de les primeres empreses que va patrocinar esdeveniments esportius per a promoure la venda. El juliol, durant el Tour de França editava cada capvespre una edició especial. Joves la venien a les cruïlles i s'hi feien una propina.